# Top Secret
A Top Secret (eredeti cím: Top Secret!) 1984-ben bemutatott amerikai–brit filmvígjáték-kémfilm. A hidegháború idején játszódó és azt kifigurázó történet egyúttal egy Elvis Presley-paródia is.

## Történet
A történet főszereplője Nick Rivers amerikai rocksztár, akit vendégszereplésre hívnak egy kulturális fesztiválra a vasfüggöny mögötti NDK-ba. Ott részese lesz a francia ellenállási mozgalom akciójának, és segít Hillary Flammondnak az apja kiszabadításában, akit a világuralomra törő kelet-német vezetés tart fogva és arra kényszerít, hogy megépítse a Polaris nevű tengeri aknát.

## Szereplők
| Színész              | Szerep                                  | Magyar hang     |
| -------------------- | --------------------------------------- | --------------- |
| Val Kilmer           | Nick Rivers                             | Stohl András    |
| Lucy Gutteridge      | Hillary Flammond                        | Balázs Ágnes    |
| Christopher Villiers | Nigel, a 'Fáklya', az ellenállás vezére | Fazekas István  |
| Billy J. Mitchell    | Martin, Nick ügynöke                    | Varga T. József |
| Jeremy Kemp          | Streck tábornok                         | Fonyó István    |
| Omar Sharif          | Cedric ügynök                           | Áron László     |
| Peter Cushing        | könyvárus                               | nem szólal meg  |
| Michael Gough        | Dr. Paul Flammond                       | Palóczy Frigyes |
| Warren Clarke        | Von Horst ezredes                       | Barbinek Péter  |
| Harry Ditson         | Du Quois, ellenálló                     | Végh Péter      |
| Jim Carter           | Déjà Vu, ellenálló                      | Gesztesi Károly |
| Eddie Tagoe          | Sokolá Musz, ellenálló                  | Ujlaki Dénes    |
| John Sharp           | étteremvezető                           | Gruber Hugó     |
| Ian McNeice          | vak szuvenírárus                        | Tardy Balázs    |
| Gertan Klauber       | Berlin polgármestere                    | Maróti Gábor    |
| Jim Abrahams         | Német katona (cameo)                    |                 |